# Мария Коева
Мария Тодорова Александрова, по мъж Коева, е българска общественичка, деятелка на ВМРО-СМД.

## Биография
Родена е на 19 януари 1920 година в София, в семейството на Тодор Александров и Вангелия Александрова. Има по-голям брат Александър (1918 – 1967).
След демократичните промени в България от 1989 година Мария Коева е активна деятелка на ВМРО-СМД и е почетна членка на Изпълнителния комитет на организацията. Редовна гостенка е на конгресите на Македонската патриотична организация, като няколко пъти е главна говорителка на събитията.
Наградена е с юбилеен медал „100 години Илинденско-Преображенско въстание” (2003).
Умира на 10 януари 2005 година.